# Asemănarea matricilor
În algebra liniară despre două matrici n × n A și B se spune că sunt asemenea dacă există o matrice P n × n inversabilă astfel încât
{\displaystyle B=P^{-1}AP.}
Matricile asemenea reprezintă aceeași aplicație liniară în două (posibile) baze diferite, P fiind matricea de schimbare a bazei⁠(d).
O transformare A ↦ P−1AP se numește transformare de asemănare sau conjugarea⁠(d) matricei A. În grupul liniar general⁠(d), asemănarea este aceeași cu conjugarea, iar matricile similare sunt numite și conjugate; totuși, într-un subgrup dat H al grupului liniar general, noțiunea de conjugare poate fi mai restrictivă decât cea de similaritate, deoarece necesită ca P să aparțină lui H.

## Exemplu
La definirea unei transformări liniare se poate întâmpla ca o schimbare a bazei să aibă ca rezultat o formă mai simplă a aceleiași transformări. De exemplu, matricea care reprezintă o rotație în R3 când axa de rotație⁠(d) nu este aliniată cu axele de coordonate poate fi greu de calculat. Dacă axa de rotație ar fi aliniată cu axa pozitivă z, atunci ar fi simplu:
{\displaystyle S={\begin{bmatrix}\cos \theta &-\sin \theta &0\\\sin \theta &\cos \theta &0\\0&0&1\end{bmatrix}},}
unde {\displaystyle \theta } este unghiul de rotație. În noul sistem de coordonate, transformarea s-ar scrie:
{\displaystyle y'=Sx',}
unde x' și y' sunt vectorii inițiali, respectiv transformați, într-o bază nouă care conține un vector paralel cu axa de rotație. În baza inițială, transformarea s-ar scrie:
{\displaystyle y=Tx,}
unde vectorii x, y și matricea de transformare necunoscută T sunt în baza inițială. Pentru a scrie T în termenii matricei mai simple, se folosește matricea de schimbare a bazei P care transformă x și y în {\displaystyle x'=Px} și {\displaystyle y'=Py}:
{\displaystyle {\begin{aligned}&&y'&=Sx'\\&\Rightarrow &Py&=SPx\\&\Rightarrow &y&=\left(P^{-1}SP\right)x=Tx\end{aligned}}}
Astfel, matricea din baza inițială, {\displaystyle T}, este dată de {\displaystyle T=P^{-1}SP}. Se constată că transformarea din baza inițială este produsul a trei matrici ușor de obținut. De fapt, transformarea de asemănare operează în trei pași: schimbarea la o nouă bază (P), efectuarea unei transformări simple (S) și schimbarea înapoi la vechea bază (P−1).

## Proprietăți
Asemănarea este o relație de echivalență pe spațiul matricilor pătrate.
Deoarece matricile sunt asemenea dacă și numai dacă reprezintă același operator liniar în raport cu (eventual) baze diferite, matricile asemenea au toate proprietățile operatorului lor subiacent comun:
- Rang
- Polinom caracteristic⁠(d) și atributele care pot deriva din acesta:
  - Determinant
  - Urmă
  - Valori proprii și multiplicitățile algebrice
- Multiplicitățile geometrice ale valorilor proprii (dar nu și spațiile proprii, care sunt transformate conform matricei de schimbare a bazei P utilizată).
- Polinom minimal
- Forma normală Frobenius⁠(d)
- Forma normală Jordan⁠(d), până la o permutare a blocurilor Jordan
- Indice de nilpotență⁠(d)
- Divizori elementari, care formează un set complet de invarianți pentru asemănarea matricilor pe un inel principal

Din această cauză, pentru o matrice dată A, prezintă interes să fie obținută o „formă normală” simplă B care este asemenea cu A — apoi studiul lui A se reduce la studiul matricei mai simple B. De exemplu A se numește matrice diagonalizabilă⁠(d) dacă este asemenea cu o matrice diagonală. Nu toate matricile sunt diagonalizabile, dar cel puțin peste numerele complexe (sau orice corp algebric închis), orice matrice este asemenea cu o matrice în formă Jordan. Niciuna dintre aceste forme nu este unică (elementele de pe diagonală sau blocurile Jordan pot fi permutate), așa că nu sunt cu adevărat forme normale⁠(d); mai mult, determinarea lor depinde de a putea factoriza polinomul minimal sau caracteristic al lui A (echivalent pentru a-i găsi valorile proprii). Forma canonică rațională⁠(d) nu are aceste dezavantaje: există peste orice corp, este cu adevărat unică și poate fi calculată folosind numai operații aritmetice din corp; A și B sunt asemenea dacă și numai dacă au aceeași formă canonică rațională. Forma canonică rațională este determinată de divizorii elementari ai lui A; aceștia pot fi citiți imediat într-o matrice de forma Jordan, dar pot fi, de asemenea, determinați direct pentru orice matrice prin calculul formei normale Smith⁠(d), peste inelul de polinoame, a matricei (cu elemente polinomiale) XIn − A (aceeași ale cărei determinant definește polinomul caracteristic). De reținut că această formă normală Smith nu este o formă normală a lui A în sine; mai mult decât atât, nu se aseamănă nici cu XIn − A, dar se obține din aceasta din urmă prin înmulțiri la stânga și la dreapta cu diferite matrici inversabile (cu elemente polinomiale).
Asemănarea matricilor nu depinde de corpul de bază: dacă L este un corp care conține pe K drept subcorp, iar A și B sunt două matrici peste K, atunci A și B sunt asemenea cu matricile peste K dacă și numai dacă sunt asemenea cu matricile peste L. Acest lucru se datorează faptului că forma canonică rațională peste K este și forma canonică rațională peste L. Aceasta înseamnă că se pot folosi forme Jordan care există doar peste un corp mai mare pentru a determina dacă matricile date sunt asemenea.
În definiția asemănării, dacă matricea P poate fi aleasă ca matrice de permutare, atunci A și B sunt asemenea cu permutarea; P poate fi aleasă să fie o matrice unitate, atunci A și B sunt echivalente unitar. Teorema spectrală⁠(d) spune că orice matricea normală⁠(d) este echivalentă unitar cu o matrice diagonală. Teorema lui Specht afirmă că două matrici sunt echivalente unitar dacă și numai dacă îndeplinesc anumite egalități ale urmelor.